# Caccia alla foca

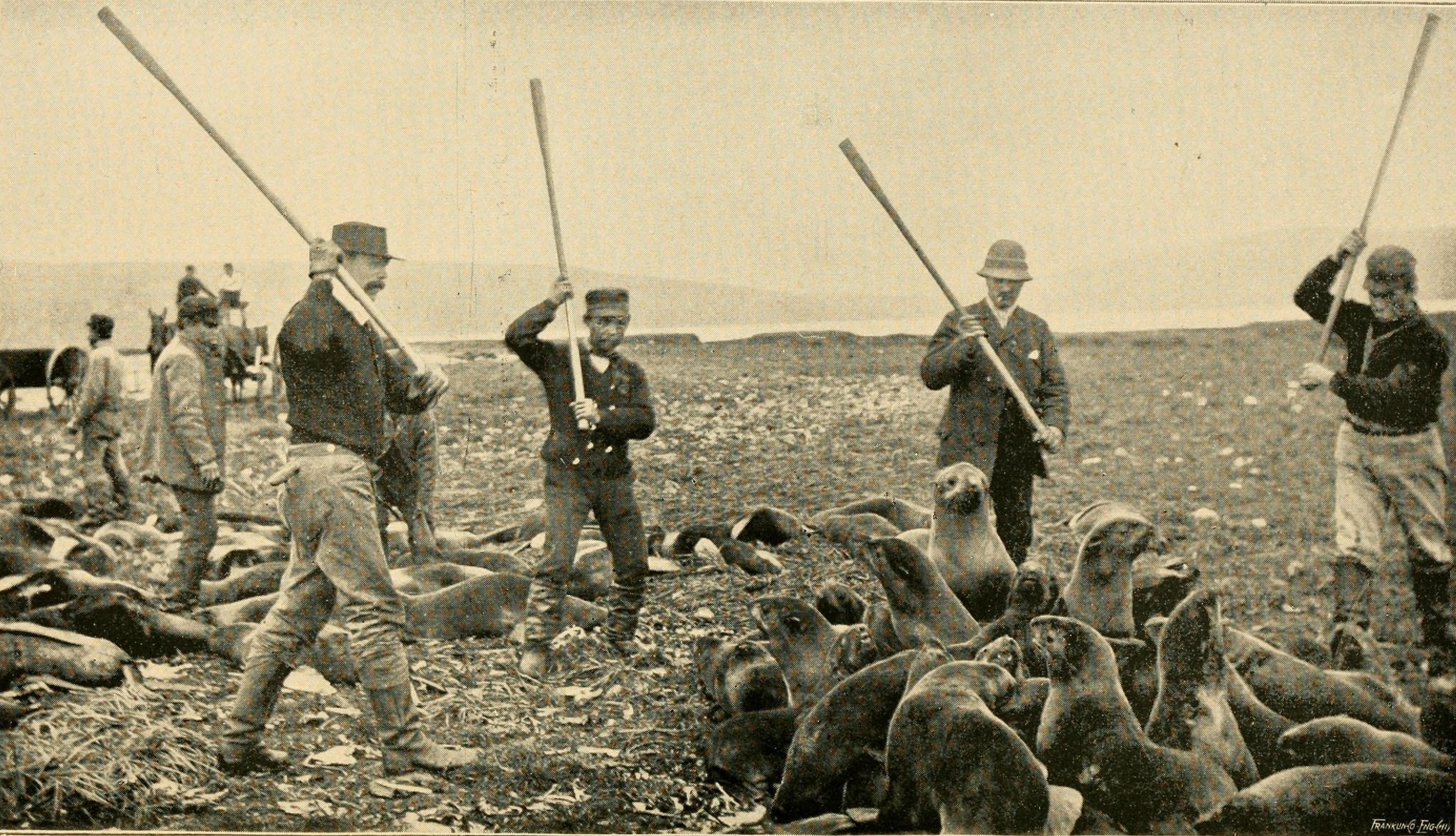
Uccisione delle foche sulla St Paul Island, Alaska, 1890 circa.

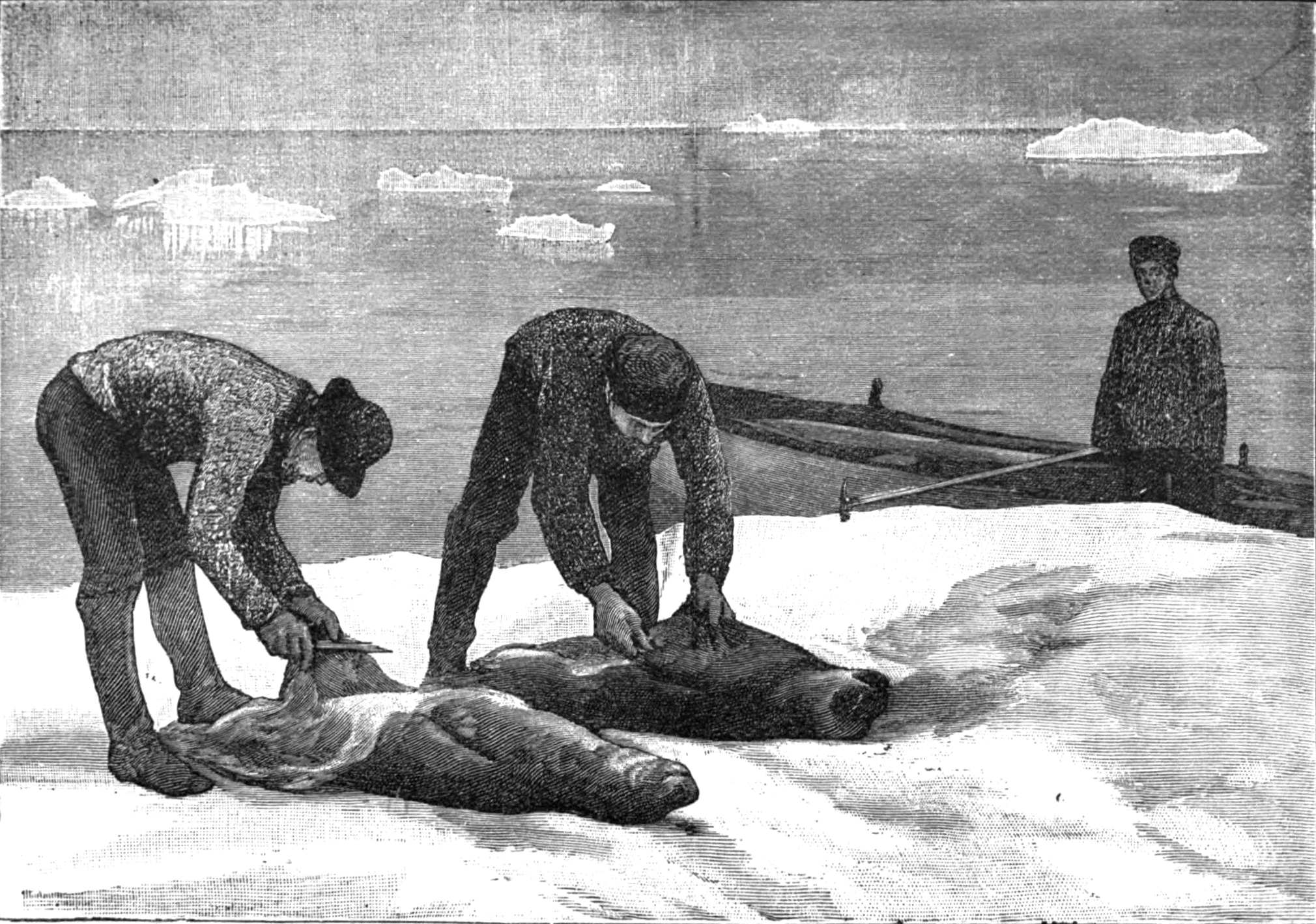
Pelatura delle foche a fine Ottocento

La caccia alla foca è la caccia, per fini personali o commerciali, di foche. La caccia alla foca è tutt'oggi praticata legalmente da cinque paesi: Canada, Namibia, Norvegia, Russia e Groenlandia. Gran parte della caccia alla foca nel mondo ha luogo in Canada ed in Groenlandia. Il più grande partner commerciale del mercato canadese è la Norvegia.
Il dipartimento canadese di pesca e oceani (DFO) regola questa attività in Canada. Fissa ogni anno la quota massima di esemplari cacciabili, monitora le cacce, studia la popolazione delle foche, collabora con la Canadian Sealers' Association per formare e informare i cacciatori sulla base dei nuovi regolamenti approvati, promuovendo le attività con convegni sul territorio. La DFO ha stimato le quote a 90 000 esemplari cacciati nel 2007; 275 000 nel 2008; 280 000 nel 2009; 330 000 nel 2010. Secondo altre fonti però i dati potrebbero essere i seguenti: 82 800 nel 2007; 217 800 nel 2008; 72 400 nel 2009; e 67 000 nel 2010.
Nel 2007, la Norvegia ha dichiarato l'uccisione di 29 000 foche, la Russia 5 479 e la Groenlandia 90 000.
La popolazione di foche nell'Atlantico nordoccidentale è diminuita di circa 2 milioni di esemplari dalla fine degli anni sessanta, anche a causa delle oltre 200 000 uccisioni approvate annualmente dal Canada. Una specie in pericolo è la foca monaca del Mediterraneo. Solo nel 1971, il governo canadese ha risposto alle uccisioni spropositate istituendo un sistema a quota. Da una stima del DFO del 2007 si sono contate in tutto 5,5 milioni di foche.
In Canada è illegale cacciare cuccioli di foca ed esemplari giovani. La caccia rimane ad ogni modo un punto altamente controverso, attirando l'attenzione dei media e proteste ogni anno.

## Storia
Il termine foca è utilizzato per riferirsi a diversi gruppi di animali. In ambito scientifico si considerano tutte le foche, ma anche i trichechi. Le due principali famiglie di foche sono le Otariidae (che includono il leone di mare), e le Phocidae (le foche senza pelo). È praticata anche la caccia alle foche senza pelo dal momento che da esse è possibile ricavare un particolare olio dal grasso.
Il grasso di foca è stato utilizzato come combustibile per lampade, lubrificante, olio da cucina, per la fabbricazione di sapone, liquido base per la pittura ocra e per la lavorazione di alcuni materiali come cuoio e juta.

### Caccia tradizionale alla foca

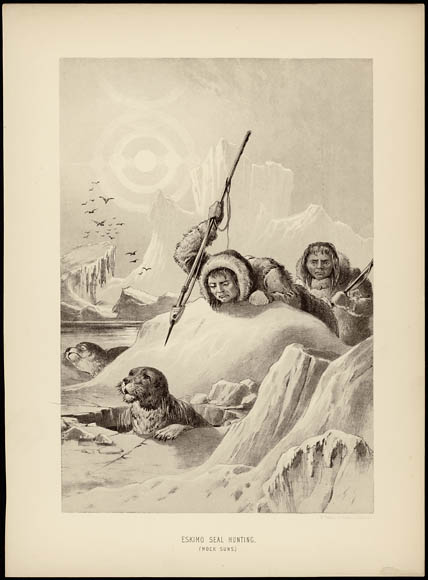
Inuit a caccia di foche

Evidenze archeologiche indicano che i nativi americani e le prime popolazioni abitanti il Canada abbiano cacciato le foche per almeno 4 000 anni. Tradizionalmente, quando un bambino della popolazione degli Inuit uccide la propria prima foca o caribù si tiene una festa. La carne è infatti un'importante fonte di grassi, proteine, vitamina A, vitamina B12 e ferro, e le pelli sono apprezzate per il calore che sono in grado di dare. La dieta degli Inuit è ricca di pesce, carne di balena e di foca.
Nel circolo polare vi sono circa 150 000 Inuit tra Groenlandia, Alaska, Russia e Canada. Secondo Kirt Ejesiak, già segretario e capo dello staff di Nunavut, le foche non rappresentano "solo una fonte di denaro per la vendita delle pelli, ma un punto focale della loro cultura. Anche se l'allevamento e la caccia da parte degli Inuit interessa diverse specie che abitano la tundra desertica e le piattaforme ghiacciate, le foche costituiscono il punto centrale della loro attività di caccia. Il vocabolario inuit prevede delle parole specifiche per designare oggetti realizzati con ossa, grasso o pelliccia di foca come oggetti, giochi, corde, carburante, vestiti, navi e tende. Vi sono anche parole riferibili alle stagioni, alla topografia, a leggende ed a relazioni tra persone basate sulle foche. Una delle regioni del Canada settentrionale è abitata dai Netsilingmiut, detti anche "popolo delle foche." Ejesiak ha pubblicato nel 1991 un articolo dal titolo Animal Rights, Human Rights assieme a George Wenzel, geografo ed antropologo dell'Università McGill che ha collaborato per oltre due decadi con i Clyde Inuit dell'Isola di Baffin. La disamina di Wenzel sull'"impatto del movimento per i diritti animali nella cultura e nell'economia degli Inuit del Canada" fu tra le prime relazioni stese sull'uomo e l'animale in loco.
La caccia alla foca da parte degli Inuit ad ogni modo interessa solo il 3% della caccia alla foca dell'intero Canada. Le foche dagli anelli sono in gran parte cacciate come fonte di cibo, ma sono state utilizzate anche per produrre vesti, stivali, olio per lampade, finestre di iglù e molto altro. Anche se oggi non sono così largamente utilizzate, tali foche sono un'importante fonte di cibo e vestiario per le popolazioni di Nunavut.
Le foche sono state cacciate anche nell'Europa nordoccidentale e nel Mar Baltico per più di 10 000 anni.

### La prima età moderna

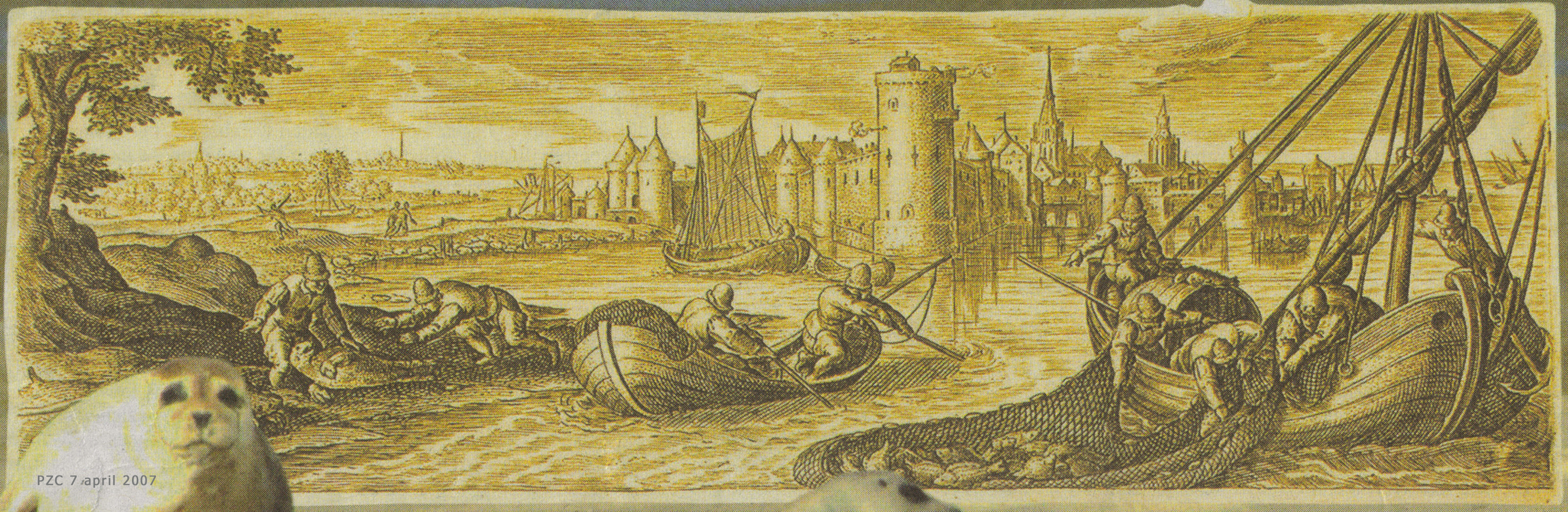
Caccia alla foca a Reimerswaal

La prima caccia per scopi commerciali ad opera degli europei venne condotta nel 1515, quando un cargo carico di pelli di foca dall'Uruguay giunse in Spagna per la vendita al mercato di Siviglia.

#### Terranova
Terranova e Labrador ed il Golfo di San Lorenzo furono le prime regioni ad avere un'esperienza di caccia alla foca su vasta scala. Cacciatori giunti sin qui iniziarono la caccia all'inizio del XVI secolo. La caccia commerciale su larga scala divenne un evento annuale tenutosi regolarmente dal 1723 e si espanse rapidamente nel XVIII secolo. Inizialmente, il metodo utilizzato era quello di ancorarsi ad un porto predefinito per lo scopo. La caccia era principalmente finalizzata all'ottenimento della carne come forma di sostentamento da parte degli insediamenti dell'area piuttosto che per propositi commerciali.
Dall'inizio del XVIII secolo i cacciatori inglesi iniziarono ad avventurarsi in loco e dal 1723 iniziarono ad avventurarsi all'interno anche grazie a fucili e barche. Il tutto divenne ben presto una sofisticata operazione commerciale; le foche venivano trasportate in Inghilterra dove la carne, la pelliccia e l'olio venivano venduti separatamente. Dal 1749, l'importo dell'olio di foca in Inghilterra iniziò a venire registrato annualmente dal momento che questo era utilizzato per lampade ad olio, per la cucina e per la manifattura del sapone oltre che per la lavorazione del cuoio.

#### Atlantico Meridionale

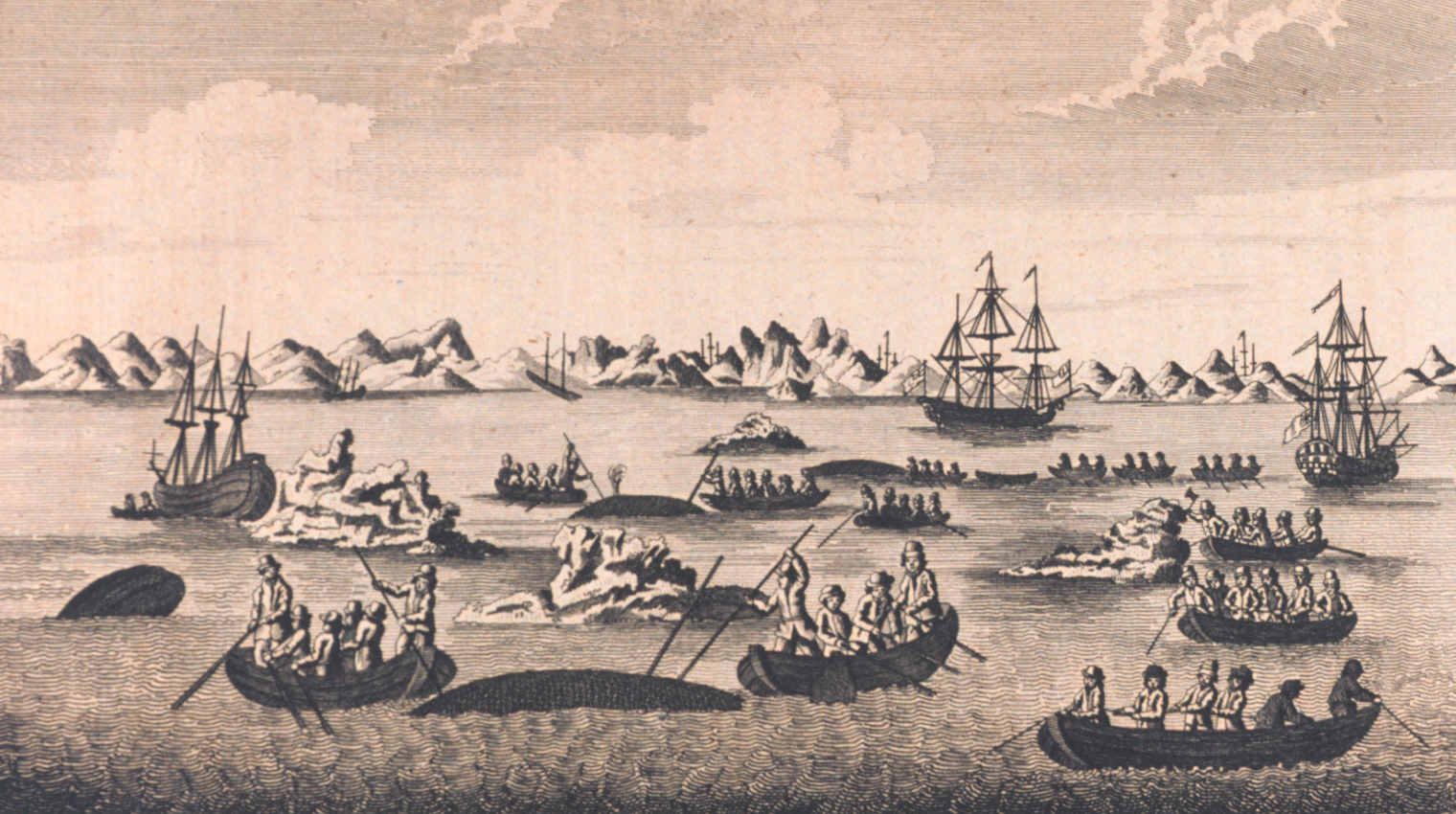
A View of Whale Fishery, 1790, dai viaggi del Capitano Cook.

Fu nei mari del sud che la caccia alle foche divenne una delle principali imprese commerciali del XVIII secolo. Samuel Enderby, assieme ad Alexander Champion ed a John St. Barbe organizzarono la prima spedizione commerciale nell'Oceano Atlantico Meridionale nel 1776, inizialmente con l'intento primario di cacciare balene e poi con quello di cacciare foche (che alla fine divenne l'obbiettivo principe della spedizione). Altre spedizioni presero piede nel 1777 e nel 1778.
Il 1º settembre 1788, la nave Emilia di 270 tonnellate di carico, di proprietà della Samuel Enderby & Sons e comandata dal capitano James Shields, partì da Londra. La nave si portò ad ovest verso Capo Horn nell'Oceano Pacifico divenendo così la prima nave a condurre tali operazioni nell'oceano a sud. La Emilia tornò a Londra il 12 marzo 1790 con un carico di 139 tonnellate di olio di balena.
Dal 1784, gli inglesi avevano quindici navi impiegate a sud per la caccia alla foca, tutte provenienti da Londra. Al 1790 i vascelli erano già saliti a sessanta, incrementati a settantadue tra il 1800 ed il 1809.

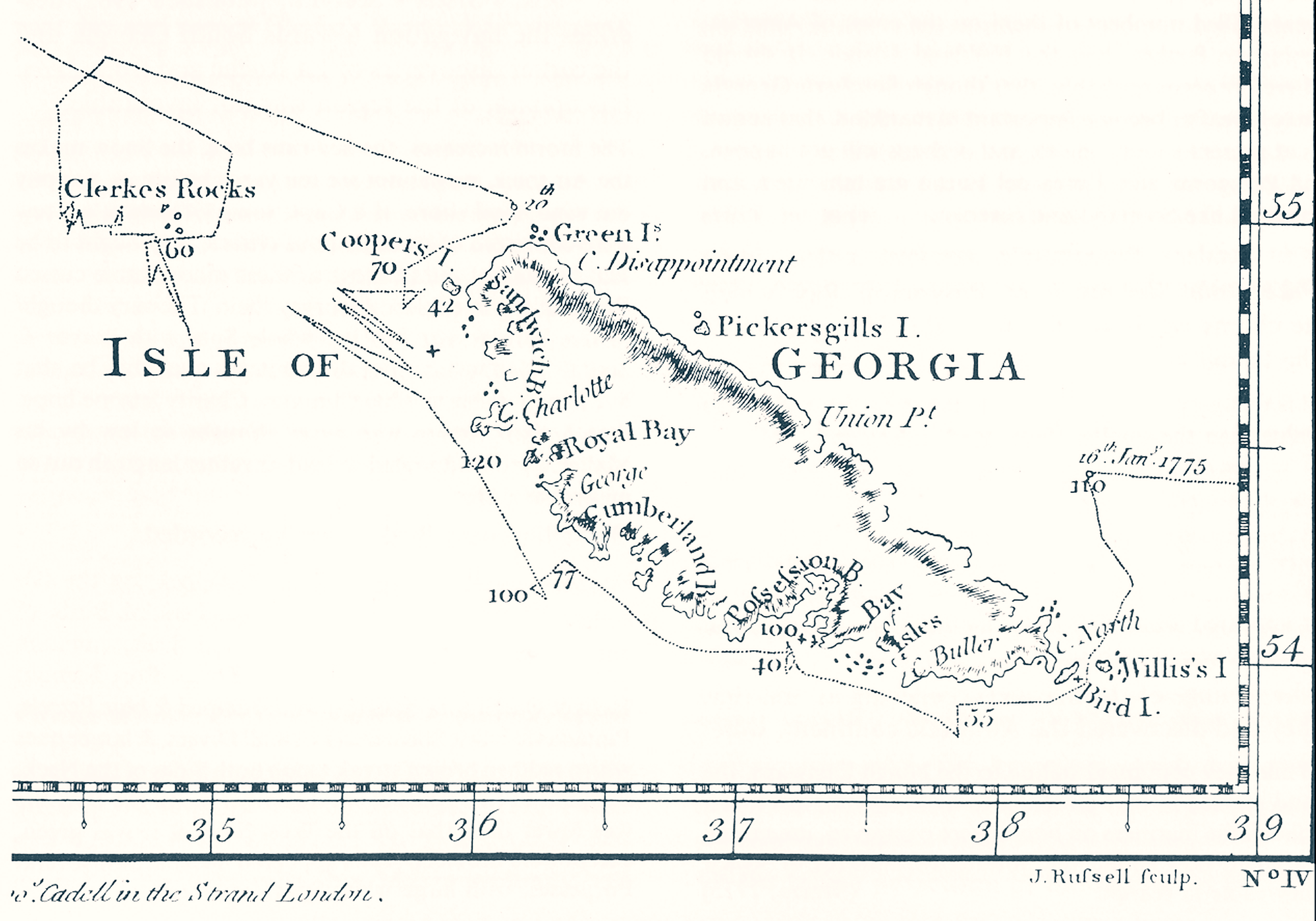
La Georgia del Sud divenne un centro per l'industria della caccia alle foche dalla fine del XVIII secolo, poco dopo essere stata mappata dal capitano James Cook nel 1777.

L'industria della caccia alla foca si estese più a sud verso la Georgia del Sud, mappata per la prima volta dal capitano James Cook il 17 gennaio 1775. Durante la fine del XVIII secolo e per tutto l'Ottocento, la Georgia del Sud
venne abitata prevalentemente da cacciatori di foche inglesi e yankee che qui vivevano per un periodo considerevole dell'anno o spesso vi svernavano. Nel 1778, i cacciatori inglesi raggiunsero lo spazio tra l'Isola e lo Stretto di Magellano, ricavandovi 40 000 pelli e 2 000 tonnellate di olio di elefante marino.
I cacciatori proseguirono la loro esperienza commerciale riducendo progressivamente la popolazione di foche presenti, riducendole quasi allo sterminio. Gradualmente ma progressivamente tra la fine del Settecento e la prima metà del Novecento, le operazioni di caccia nell'area si spostarono sempre più dalla caccia alle foche alla caccia specifica agli elefanti marini per trarne olio.

#### Il Pacifico
La caccia alla foca per scopo commerciale nell'Australasia iniziò grazie a Eber Bunker, comandante della William and Ann, che annunciò la sua intenzione nel 1791 di visitare e cacciare il fiordo di Dusky Sound in Nuova Zelanda.10–11 Il capitano William Raven della Britannia stazionò in loco tra il 1792 ed il 1793, ma la scoperta tra il 1798 ed il 1799 dello Stretto di Bass, tra la terraferma dell'Australia e la Terra di Van Diemen (poi nota come Tasmania) spostò l'obbiettivo dei pescatori che, con Daniel Cooper ad esempio, sbarcarono all'Isola di Capo Barren.
Con le ulteriori esplorazioni dello Stretto di Bass dal 1802, l'attenzione commerciale ritornò alle acque della Nuova Zelanda del sud, dove Stewart Island/Rakiura e lo Stretto di Foveaux vennero esplorati e mappati tra il 1803 ed il 1804. L'industria della caccia alla foca si spostò verso le isole sub-antartiche di Antipodes Islands, 1805–1807, di Auckland Islands dal 1806, verso le coste meridionali della Nuova Zelanda a South Island, Otago Harbour e Solander Island dal 1809, prima di focalizzarsi verso Campbell Island (scoperta nel gennaio del 1810) e verso Macquarie Island (scoperta nel luglio del 1810) dal 1810. Durante questo stesso periodo i pescatori furono attivi nelle coste meridionali dell'Australia, come ad esempio a Kangaroo Island. Questo interesse venne definito come il primo boom della caccia alla foca, aprendo la cosiddetta Guerra dei cacciatori di foche (1810-) nella Nuova Zelanda meridionale.
Dal 1815 la pesca nel Pacifico aveva ormai perso la sua importanza. Ebbe una breve ripresa dal 1823, ma ebbe breve vita. Commercianti da Gran Bretagna e Australia come Simeon Lord, Henry Kable, James Underwood e Robert Campbell, oltre che personalità da Londra e da New York iniziarono ad essere coinvolti negli scambi.
Dal 1830 gran parte delle riserve del Pacifico erano state dilapidate ed il Lloyd's Register of Shipping mostrava ormai un solo vascello dei propri impiegato nell'attività.

### L'era industriale

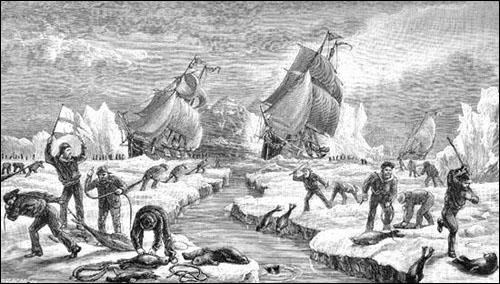
Caccia alla foca a Terranova a fine Ottocento.

A Terranova, negli anni trenta dell'Ottocento si cacciavano mediamente 450 000 esemplari ogni anno, che nella seconda metà dello stesso secolo crebbero a quasi 550 000, fatto che portò al declino della popolazione di foche che impattò notevolmente sull'industria dipendente da esse.
Terranova raggiunse il proprio picco come terra di caccia alla foca negli anni sessanta del XIX secolo, con l'introduzione navi più capaci soprattutto del trasporto di grandi carichi. Negli anni settanta dell'Ottocento gli esemplari cacciati si attestarono a circa 400 000.
La prima nave da pesca in senso moderno fu la SS Bear, costruita a Dundee, in Scozia, nel 1874 e pensata appositamente per la caccia alla foca. La nave venne diretta verso St. John's, Terranova, e si dimostrò essere il vascello più avanzato dei suoi tempi per la pesca. Costruita con una carena di 15.2 cm di spessore, in legno, la Bear funzionava a vapore ed era anche dotata di un rompighiaccio utile a raggiungere le aree di maggiore concentrazione delle foche.

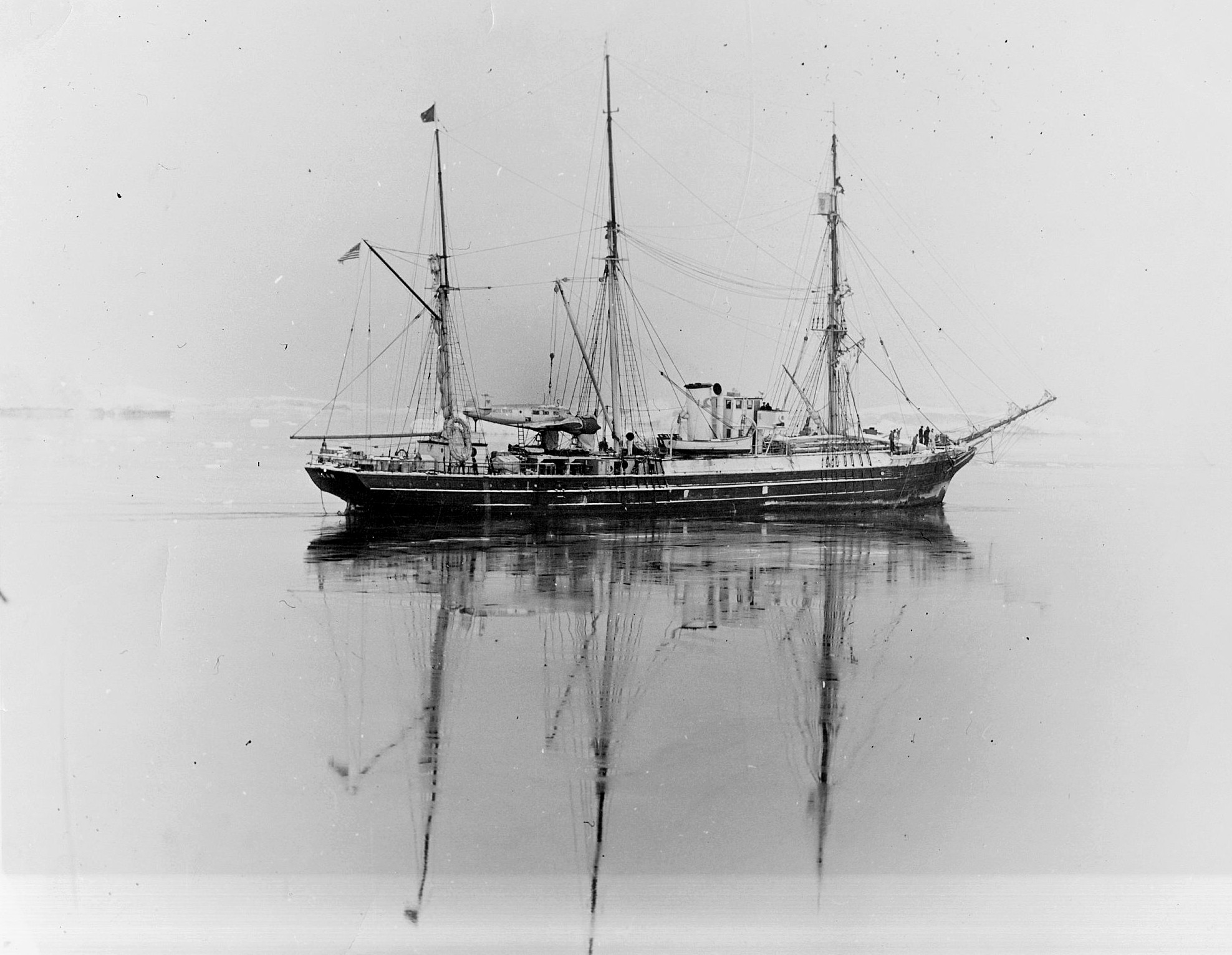
La SS Bear iniziò le operazioni di pesca che dagli anni '70 dell'Ottocento rivoluzionarono radicalmente la caccia alla foca e l'industria da essa dipendente.

All'arrivo della Bear a St. John, nell'area erano presenti altri 300 vascelli per il medesimo scopo, ma molti di questi erano poco più di piccoli schooners o vecchie barche di pescatori. Il nuovo metodo di pesca rappresentato dall'uso di navi come la Bear trasformarono radicalmente la pesca nell'Oceano Atlantico nordorientale, rimpiazzando centinaia di vascelli usati in precedenza nell'area. La nave, detenuta dapprima dalla ditta scozzese W. Grieve and Sons, venne acquisita nel 1880 da R. Steele Junior.
Un'altra famosa nave da caccia alla foca dell'epoca fu la Terra Nova, originariamente costruita nel 1884 per la flotta da pesca della città di Dundee. Essa venne predisposta per la navigazione nelle regioni polari e ivi lavorò per 10 anni nel Mare del Labrador. Le navi grandi e costose richiedevano però un numero maggiore di investitori di capitale e pertanto da piccoli mercanti consociati si passò a vere e proprie compagnie, perlopiù con base a St. John's, Terranova. Dalla fine del XIX secolo, l'industria della foca era seconda a Terranova solo alla pesca ordinaria.
La caccia alla foca era un lavoro rischioso non solo per le rigide temperature che si dovevano affrontare, ma anche per i frequenti disastri che si verificavano con le navi, con centinaia di morti, come nel caso del disastro del 1914 che coinvolse la SS Southern Cross, la SS Newfoundland e la SS Stephano. Dopo la Seconda guerra mondiale la caccia a Terranova venne in gran parte dominata da vascelli norvegesi e perdurò sino alla fine del XX secolo quando la caccia, ormai fortemente diminuita, non giustificò la presenza di grandi spiegamenti di navi per questo proposito.

### Protezione dell'ambiente

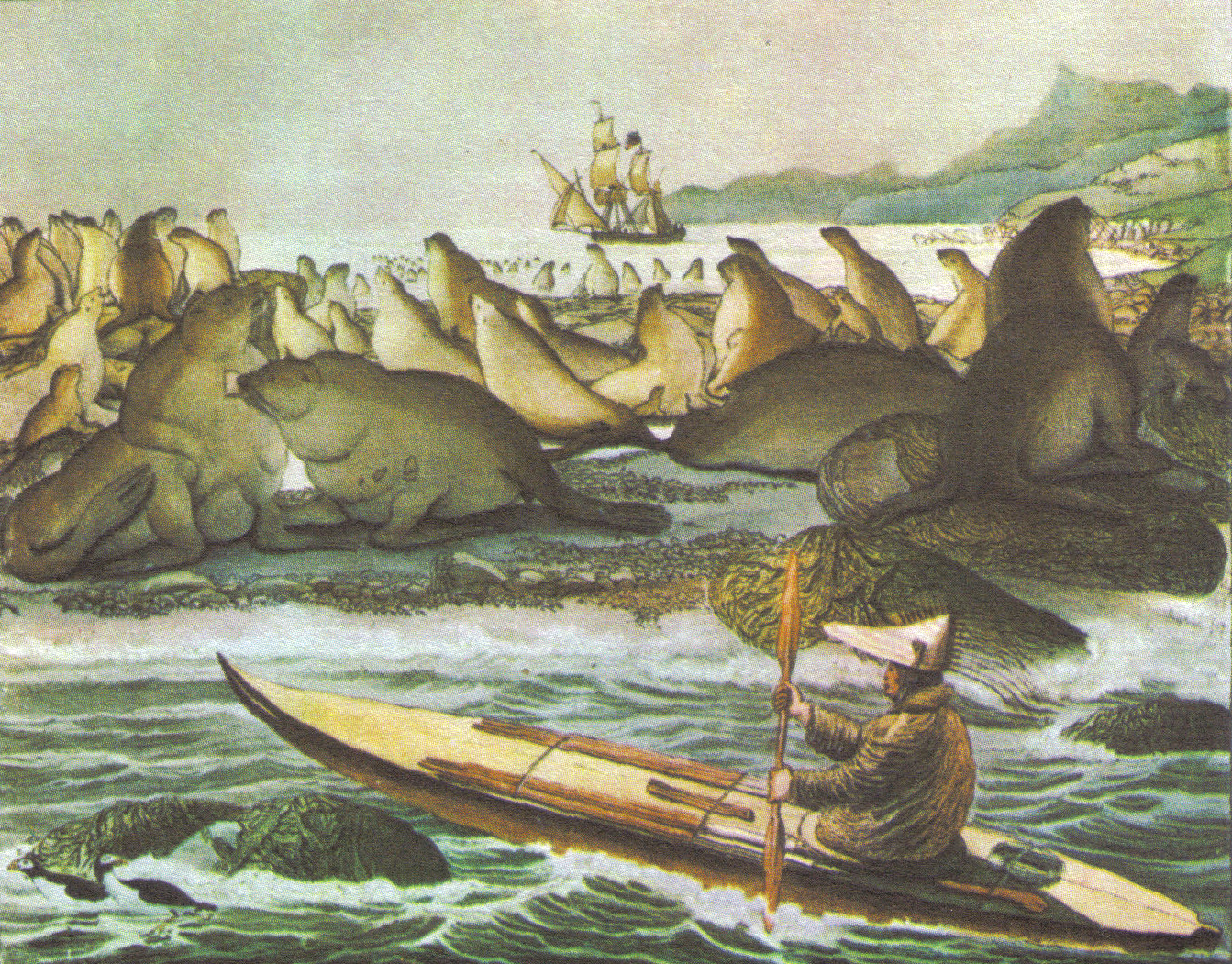
La nave russa Rurik, presso l'Isola di San Paolo nel Mare di Bering. La caccia alla foca nel Mare di Bering portò ad una disputa diplomatica tra Stati Uniti e Regno Unito negli anni '80 dell'Ottocento, il che portò poi alla stesura di un primo tentativo di limitare i danni creati dai cacciatori di foche ogni anno. Disegno di Louis Choris del 1817.

La fine del XIX secolo venne marcata dalla Controversia del Mare di Bering tra Stati Uniti e Gran Bretagna per la gestione della caccia e dell'allevamento delle foche nell'area. Nel 1867 il governo degli Stati Uniti aveva acquistato dalla Russia tutti i diritti territoriali in Alaska e nelle isole adiacenti, tra cui sulle Isole Pribilof, il principale luogo di ritrovo di foche nell'area. Con un atto del Congresso, l'uccisione delle foche venne strettamente regolata sulle Isole Pribilof e nelle "acque adiacenti". A partire dal 1886, divenne pratica di vascelli inglesi e canadesi intercettare le foche in mare aperto (a tre miglia da ogni costa) e sparare loro direttamente in acqua (caccia pelagica). Nell'estate del 1886, tre cacciatori britannici, Carolena, Onward e Thornton, vennero catturate da un cutter americano, la Corwin, Gli Stati Uniti infatti reclamavano l'esclusiva giurisdizione sulla caccia alle foche nell'area del Mare di Bering in virtù delle concessioni ottenute dalla Russia; il governo imperiale britannico impugnò questa decisione ma si dimostrò intenzionato a negoziare i termini della questione in ambito internazionale.

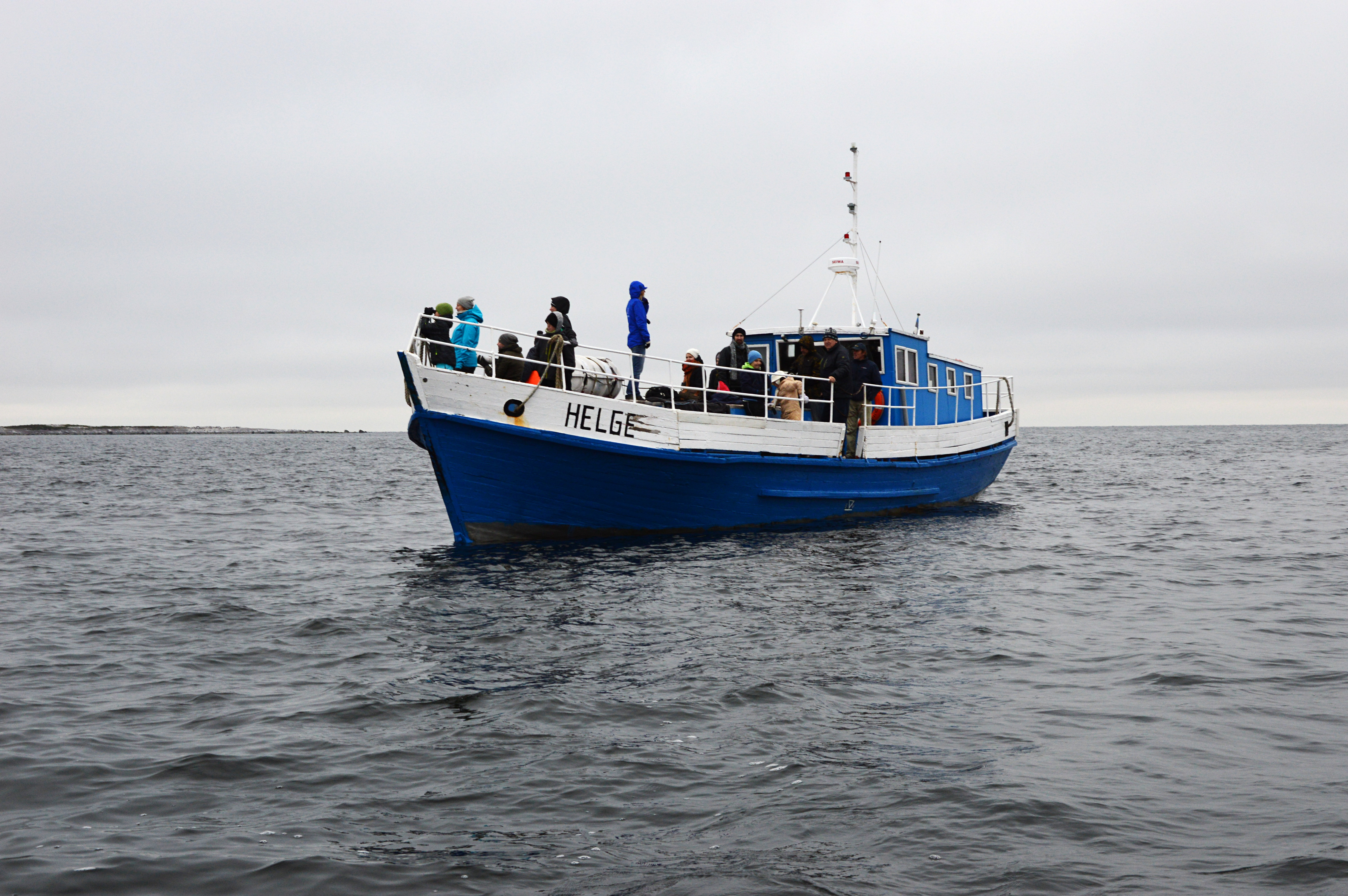
Se la popolazione dell'Estonia era solita cacciare foche sin dall'antichità, questo cambiò radicalmente con la seconda metà del XX secolo, con la crescita dell'ecoturismo e la presenza di colonie di foche tutelate.

L'arbitrato si risolse nel 1893 a favore dell'Inghilterra, ma con alcuni cambiamenti agli accordi per venire incontro alle esigenze di entrambe le potenze. La zona fissata per la caccia pelagica venne spostata a 60 miglia dalle Isole Pribilof, area dove le foche non potevano per nessuna ragione essere molestate, e la pesca venne categoricamente vietata nel periodo annuale compreso tra il 1º maggio ed il 31 luglio nel Mare di Bering. Inoltre solo vascelli debitamente autorizzati avrebbero avuto il permesso di cacciare nell'area, tra l'altro senza l'uso di armi da fuoco o esplosivi.
Fu questo il primo tentativo di regolamentare la caccia e l'industria dipendenti dalle foche per propositi di tutela dell'ambiente. Ad ogni modo questi regolamenti non risolsero il problema in quanto le madri delle foche spesso nutrivano i propri piccoli al di fuori dell'area protetta e pertanto rimanevano vulnerabili, mettendo a rischio l'intera sopravvivenza della colonia. Una commissione congiunta di scienziati inglesi ed americani considerò ulteriormente il problema, e giunse alla conclusione che la pesca pelagica doveva essere dichiarata illegale. Non se ne ricavarono ulteriori restrizioni legislative e pertanto anche il Giappone si interessò alla pesca pelagica della foca.
Alla fine, la North Pacific Fur Seal Convention riuscì a ridurre di molto l'attività di caccia alla foca. Siglato il 7 luglio 1911 da Stati Uniti, Gran Bretagna, Giappone e Russia, il trattato prevedeva l'abolizione e la penalizzazione della caccia in mare aperto per preservare la sopravvivenza delle colonie locali, per fini naturalistici e commerciali.
Il trattato si dissolse con lo scoppio delle ostilità tra le varie parti nella Seconda Guerra Mondiale. Ad ogni modo, vennero poi realizzati altri trattati internazionali per la regolamentazione della caccia alla foca, tra cui il Fur Seal Act of 1966 ed il Marine Mammal Protection Act of 1972.
Attualmente, la caccia alla foca è condotta da sole cinque nazioni: Canada, Groenlandia, Namibia, Norvegia e Russia. Gli Stati Uniti, un tempo pesantemente coinvolti in questa industria, ora hanno siglato un bando completo di tutti i prodotti relativi ai mammiferi marini, ad eccezione delle popolazioni indigene che hanno il permesso di cacciare un numero limitato di foche all'anno.

## Equipaggiamento e metodi

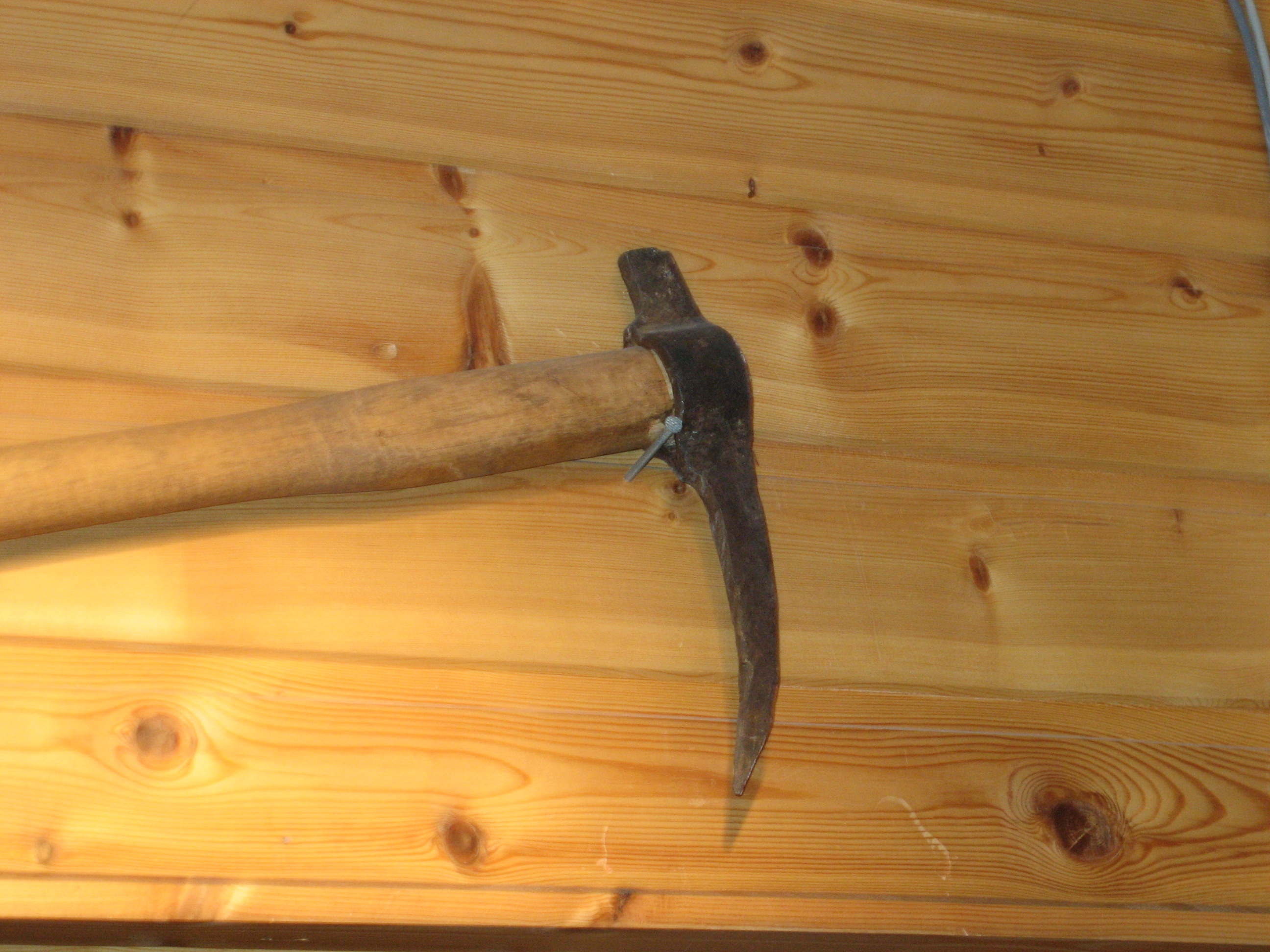
Una hakapik

Sin dalle prime cacce organizzate, le foche venivano uccise con l'uso di armi da fuoco (con una percentuale di oltre il 90% degli europei).
Un antico e più tradizionale metodo di caccia della foca è tramite l'hakapik, un pesante manico di legno con alla testa un martello metallico con un lungo becco ad uncino. L'hakapik viene sfruttato per la sua efficienza in quanto l'animale può essere ucciso così velocemente senza apportare danni al suo pellame. La testa del martello viene utilizzata per colpire il capo delle foche, mentre l'uncino è utilizzato per rimuoverne le carcasse.
I regolamenti di pesca alla foca del Canada, ad esempio, descrivono accuratamente le dimensioni di questi hakapiks, oltre al calibro dei fucili da utilizzare e la velocità minima delle pallottole che possono essere utilizzate. Si specifica inoltre che "A nessuno sia permesso di cominciare a spellare una foca se questa non è morta in precedenza" ovvero "quando l'occhio vitreo non da apparenza di ulteriori riflessi quando questo viene toccato in condizioni rilassate."

## Pesca moderna

### Prodotti realizzati con le foche

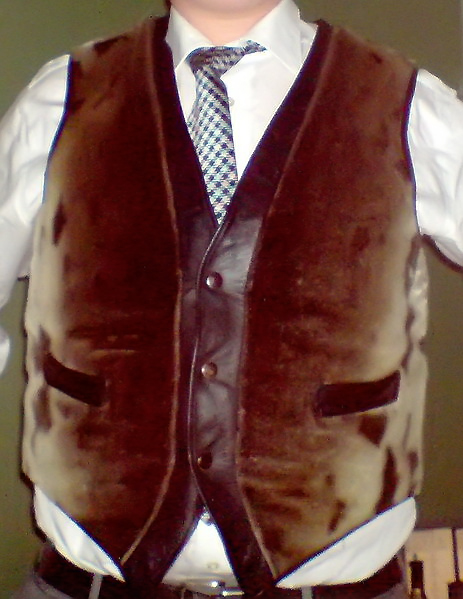
Un gilet realizzato in pelle di foca

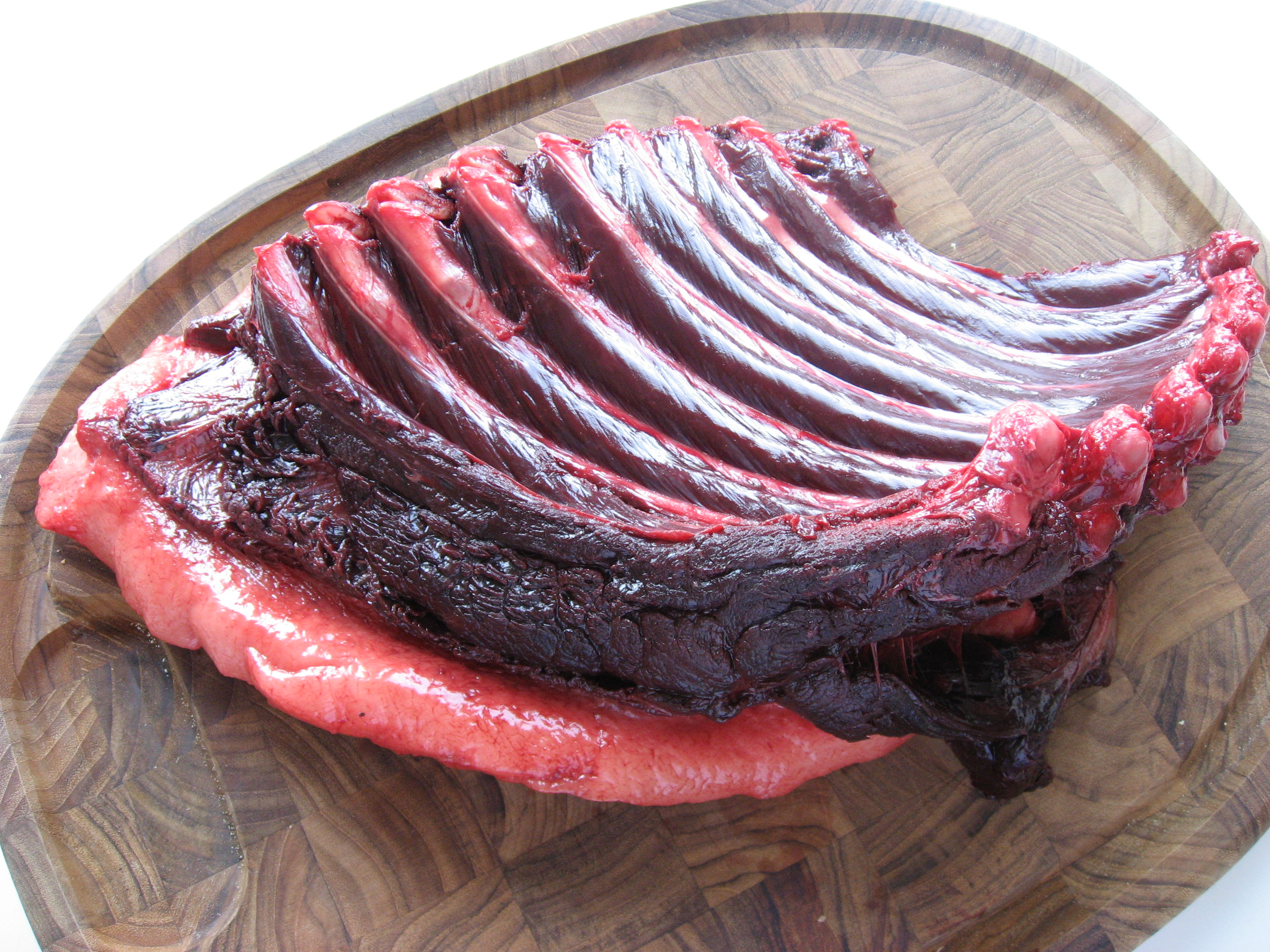
Carne di foca servita come piatto tipico locale

Le pelli delle foche sono state utilizzate per millenni dalle popolazioni aborigene per la fabbricazione di giacche e stivali impermeabili ed ancora nel 2006 una pelle intera veniva venduta per 100 dollari canadesi. Secondo Paul Christian Rieber, della GC Rieber AS, le difficoltà nella pesca e l'impraticabilità dei ghiacci, ha portato poi ad un innalzamento dei prezzi dal 2006. La nota stilista Donatella Versace, ha iniziato ad utilizzare pelle di foca, tra le altre, per la produzione di capi legati alle proprie linee di stile, oltre a Calvin Klein, Stella McCartney, Tommy Hilfiger e Ralph Lauren.
La carne di foca è inoltre un'importante fonte di cibo per i residenti delle piccole comunità locali della costa. La carne di foca è venduta inoltre anche nel mercato asiatico con acquisti dal Canada da parte di Taiwan e Corea del Sud. Il grasso di foca è utilizzato per ricavarne olio, venduto come supplemento per l'olio di pesce.